# Leningrad (lied)
Leningrad is een nummer van de Amerikaanse muzikant Billy Joel. Het nummer verscheen op zijn album Storm Front uit 1989. Op 4 december van dat jaar werd het nummer uitgebracht als de tweede single van het album.

## Achtergrond
Joel schreef "Leningrad" na een ontmoeting met een Russische clown genaamd Viktor Razinov, die hij ontmoette op tournee in de Sovjet-Unie in 1987. In het nummer worden belangrijke gebeurtenissen uit het leven van Joel en Razinov met elkaar vergeleken om de culturele verschillen en overeenkomsten tussen de Verenigde Staten en de Sovjet-Unie te laten zien.
In het nummer beschrijft Joel het leven van Razinov als een van de vele Sovjet-kinderen die hun vader verloren tijdens de Tweede Wereldoorlog, specifieker tijdens het beleg van Leningrad (tegenwoordig Sint-Petersburg). Hij werd soldaat in het Rode Leger, dronk wodka om de pijn te verlichten en werd uiteindelijk een circusclown die Russische kinderen blij maakte.
Joel beschreef zijn eigen leven als "geboren in '49, een Koude Oorlog-kind in McCarthy-tijd". Hij beschreef hoe hij woonde in Levittown en de angst voor de Cubacrisis. Ook refereert hij aan de oorlogen in Korea en Vietnam.
Aan het eind van het nummer beschrijft Joel hoe hij Razinov ontmoette, nadat hij Rusland had doorkruist om alle zes concerten van Joel in zijn thuisland te bezoeken. Razinov liet Joel's toen eenjarige dochter Alexa lachen en er ontstond een band tussen de twee. In de laatste regel zingt Joel "We never knew what friends we had, until we came to Leningrad" (Wij wisten niet wie onze vrienden waren, totdat we naar Leningrad kwamen). Deze regel is ook vermeld op de hoes van de single.
In de videoclip speelt Joel het nummer op zijn piano, terwijl tussendoor beelden uit de Sovjet-Unie en de Verenigde Staten afwisselend te zien zijn. Aan het eind van de clip zijn Joel en Razinov samen te zien. In Nederland werd de videoclip destijds op televisie (Nederland 2) uitgezonden door Veronica in de tv-versie van de Nederlandse Top 40 en het popprogramma Countdown en door de TROS in het popprogramma Popformule.
De plaat werd uitsluitend een hit in een aantal landen in Europa. In thuisland de VS en in buurland Canada werd géén notering behaald. In Frankrijk werd de 76e positie behaald, in het Verenigd Koninkrijk de 53e positie in de UK Singles Chart  Duitsland de 14e en in de Eurochart Hot 100 de 68e positie.
In Nederland was de plaat op vrijdag 8 december 1989 Veronica Alarmschijf op Radio 3 en werd een radiohit in de destijds twee landelijke hitlijsten op de nationale publieke popzender. De plaat behaalde de 15e positie in zowel de Nederlandse Top 40 als de Nationale Top 100.
In België bereikte de plaat de 17e positie in de voorloper van de Vlaamse Ultratop 50 en de 12e positie in de Vlaamse Radio 2 Top 30.  In Wallonië werd géén notering behaald. 
In 2015 bezocht Razinov een concert van Joel in Madison Square Garden in Joel's thuisstad New York. Voor deze reünie speelde Joel "Leningrad", wat hij nog zelden live ten gehore bracht.
Sinds de allereerste editie in december 1999 staat de plaat onafgebroken genoteerd in de jaarlijkse NPO Radio 2 Top 2000 van de Nederlandse publieke radiozender NPO Radio 2, met als hoogste notering een 164e positie in 2001.

## Hitnoteringen

### Nederlandse Top 40
| Hitnotering: 16-12-1989 t/m 03-02-1990 | Hitnotering: 16-12-1989 t/m 03-02-1990 | Hitnotering: 16-12-1989 t/m 03-02-1990 | Hitnotering: 16-12-1989 t/m 03-02-1990 | Hitnotering: 16-12-1989 t/m 03-02-1990 | Hitnotering: 16-12-1989 t/m 03-02-1990 | Hitnotering: 16-12-1989 t/m 03-02-1990 | Hitnotering: 16-12-1989 t/m 03-02-1990 | Hitnotering: 16-12-1989 t/m 03-02-1990 |
| Week                                   | 1                                      | 2                                      | 3                                      | 4                                      | 5                                      | 6                                      | 7                                      |                                        |
| -------------------------------------- | -------------------------------------- | -------------------------------------- | -------------------------------------- | -------------------------------------- | -------------------------------------- | -------------------------------------- | -------------------------------------- | -------------------------------------- |
| Nummer                                 | 31                                     | 21                                     | 17                                     | 15                                     | 15                                     | 20                                     | 34                                     | uit                                    |

### Nationale Top 100
| Hitnotering: 16-12-1989 t/m 17-02-1990 | Hitnotering: 16-12-1989 t/m 17-02-1990 | Hitnotering: 16-12-1989 t/m 17-02-1990 | Hitnotering: 16-12-1989 t/m 17-02-1990 | Hitnotering: 16-12-1989 t/m 17-02-1990 | Hitnotering: 16-12-1989 t/m 17-02-1990 | Hitnotering: 16-12-1989 t/m 17-02-1990 | Hitnotering: 16-12-1989 t/m 17-02-1990 | Hitnotering: 16-12-1989 t/m 17-02-1990 | Hitnotering: 16-12-1989 t/m 17-02-1990 | Hitnotering: 16-12-1989 t/m 17-02-1990 |
| Week                                   | 1                                      | 2                                      | 3                                      | 4                                      | 5                                      | 6                                      | 7                                      | 8                                      | 9                                      |                                        |
| -------------------------------------- | -------------------------------------- | -------------------------------------- | -------------------------------------- | -------------------------------------- | -------------------------------------- | -------------------------------------- | -------------------------------------- | -------------------------------------- | -------------------------------------- | -------------------------------------- |
| Positie                                | 57                                     | 28                                     | 18                                     | 15                                     | 15                                     | 25                                     | 35                                     | 63                                     | 86                                     | uit                                    |

### NPO Radio 2 Top 2000
| Nummer met noteringen in de NPO Radio 2 Top 2000 | '99 | '00 | '01 | '02 | '03 | '04 | '05 | '06 | '07 | '08 | '09 | '10 | '11 | '12 | '13 | '14 | '15 | '16 | '17 | '18 | '19 | '20 | '21 | '22 | '23 | '24 |
| ------------------------------------------------ | --- | --- | --- | --- | --- | --- | --- | --- | --- | --- | --- | --- | --- | --- | --- | --- | --- | --- | --- | --- | --- | --- | --- | --- | --- | --- |
| Leningrad                                        | 355 | 327 | 164 | 217 | 437 | 312 | 303 | 461 | 378 | 352 | 351 | 378 | 425 | 399 | 397 | 367 | 404 | 446 | 492 | 571 | 549 | 664 | 619 | 556 | 640 | 525 |

1. ↑  Een vetgedrukt getal geeft de hoogste notering aan.